# Bernard Baron
Bernard Baron, též Bernhard Baron, (7. srpna 1780 Suchá – 26. února 1820 Lvov) byl právník.
Narodil se v Suché na Těšínsku. Po absolvování těšínského gymnázia studoval filozofii v Sankt Petěrburku a právo práva ve Vídni. Roku 1810 se stal profesorem římského práva a církevního práva ve Lvově. Od roku 1812 do své smrti byl redaktorem německých novin Lemberger Zeitung.

## Z díla
- Ueber Gerechtigkeit. Vídeň, 1814
- Die Constitution oder Staatsform und Bürgerliche Erziehung. Vídeň, 1816